# 15887 Daveclark
15887 Daveclark è un asteroide della fascia principale. Scoperto nel 1997, presenta un'orbita caratterizzata da un semiasse maggiore pari a 3,0544791 UA e da un'eccentricità di 0,2091597, inclinata di 1,88565° rispetto all'eclittica.